# Annamanum scheyeri
Annamanum scheyeri là một loài bọ cánh cứng trong họ Cerambycidae.